# Gerenciamento de configuração
Gerenciamento de configuração (GC) é o registro e atualização detalhada de informações que descrevem o hardware e software de uma empresa. É um processo para estabelecer e manter a consistência do desempenho de um produto, atributos funcionais e físicos com os seus requisitos, design e informação operacional ao longo de sua vida.  O processo de GC é amplamente utilizado por organizações de engenharia militar para gerir sistemas complexos, tais como sistemas de armas, veículos e sistemas de informação. Fora do ramo militar, o processo de GC também é usado com o gerenciamento de serviços de TI, tal como definido pela ITIL, resp. ISO / IEC 20000 e com outros modelos de domínios na engenharia civil e outros segmentos de engenharia industrial, tais como estradas, pontes, canais, barragens e edifícios.